# هاندلي بيج تايب دبليو
هاندلي بيج تايب دبليو بطرازاتها: دبليو.8، دبليو.9 ودبليو.10 (بالإنجليزية: Handley Page Type W)‏ (W.8، W.9 وW.10) : هي طائرة رحلات جوية، متوسطة المدى وذات سطحين، تدفعها محركات ثنائية أو ثلاثية (حسب الطراز)، أنتجت في عام 1919 بالمملكة المتحدة. صممتها وبنتها شركة هاندلي بيج البريطانية. كانت تستخدم بشكل أساسي من قبل خطوط سابينا. وكان أول طيران لها في 2 ديسمبر 1919. دخلت الخدمة في 1921، انتهت خدمتها في 1934. صنع منها 25 طائرة.

## المستخدمون
- سابينا
- الخطوط الجوية الإمبراطورية